# Les Essarts (Vendeia)
Les Essarts foi uma comuna francesa no departamento de  Vendéia, na região de Pays de la Loire. Tinha uma população de 4.186 habitantes (1999) e área de 56.24 km². Em 1 de janeiro de 2016, passou a formar parte da nova comuna de Essarts en Bocage.